# Enrique P. Maroni
Enrique Pedro Maroni (Bragado, Buenos Aires, 17 de marzo de 1887 - Buenos Aires, 30 de diciembre de 1957) fue un periodista, poeta, escritor y locutor de radio argentino. Compuso alrededor de un centenar de obras, muchas de ellas tangos, incluyendo una letra para La cumparsita  que hizo en colaboración con Pascual Contursi.

## Actividad profesional
Calificado por su hablar pausado y su clara dicción, comenzó a trabajar en la radiofonía argentina como locutor y periodista en 1924 y en 1937 un concurso realizado por la revista "Radiolandia" dictaminó que era el locutor preferido por la mayoría, lo que le valió el ser conocido como "el locutor número uno".
Tenía en Radio Splendid un programa matutino cuyo contenido principal era leer íntegramente el diario La Prensa con el agregado de anécdotas, cuentos, música y poesías de su cosecha. A las 19 horas, en otro programa que transmitía directamente desde la redacción del diario, daba las noticias más significativas de ese día y el adelanto de las que saldrán al día siguiente. Por una queja del diario, presuponiendo que esta modalidad disminuiría sus ventas, hubo una modificación y entonces pasó a repetir lo dicho durante la mañana, sin anticipar lo nuevo.

## Labor como autor
Entre los aproximadamente 100 composiciones cuyas letras escribió, hay 9 tangos que grabó Carlos Gardel: La borrachera del tango, Callecita de mi barrio, Chola, Cicatrices, Compañero, La cumparsita, Micifuz, La mina del Ford y Virgencita de Pompeya y 6 que registró Ignacio Corsini: La carreta, Entre sombras, Fruto bendito, Hipólito Yrigoyen, Llanto de madre, El poncho del olvido y La querencia; Gardel le grabó también el foxtrot, La hija de japonesita, la milonga Tortazos, el vals Rosal de amor y las zambas La salteñita y Machaza mi suerte, en tanto Corsini registró los estilos Beso de sol y Tradición gaucha y los valses Cobardía y Por una mujer y Tita Merello grabó Tata llevame pa'l centro.
Maroni escribió la obrita Los bohemios de Bragado en su ciudad de Bragado, donde la estrenó en 1912 la compañía de César Ratti. Junto a Pascual Contursi escribió  la obra Un programa de cabaret, que el 6 de junio de 1924 fue estrenada en el Teatro Apolo por la compañía del actor y director Leopoldo Simari en la cual el cantor uruguayo Juan Ferrari, de muy buenas condiciones y larga trayectoria en el canto popular, entonó por primera vez la letra de La cumparsita, un tango que había nacido como instrumental de la inspiración de Gerardo Matos Rodríguez y que para la época del estreno, no ocupaba un lugar de relevancia, era un tango más, si bien ya había tenido algunas grabaciones como instrumental. Lo cierto es que ese mismo año fue registrada con esa  letra por Carlos Gardel, dándole al repercusión que puede decirse que hasta nuestros días persiste el tango emblemático, representativo de todos los tangos. Sobrevino entonces un largo litigio porque Matos Rodríguez no había autorizado el agregado de la letra, que finalizó en 1948 con un laudo arbitral de Francisco Canaro que le asignaba a los herederos de Matos Rodríguez –que había fallecido ese mismo año- el 80% de los derechos de autor en tanto que el 20% restante era para los herederos de Contursi –muerto en 1932- y para Maroni. El historiador uruguayo del tango Horacio Loriente dice que Maroni le contó que en realidad la totalidad de esa letra había sido escrita por Contursi pero que él figuraba como coautor porque el estreno había sido realizado dentro de la obra teatral cuya autoría compartían.
También incursionó en la poesía y publicó tres libros que contienen muchos de sus sencillos poemas: La humilde cosecha, del año 1929, en la que se destaca su poema Apología del tango; Arreando ensueños, de 1931; y Camino de violetas, de 1932.

## Obras de teatro
de su exclusiva autoría
- Apología del tango

con Rogelio Giudice
- El Deutsche bar
- El poncho del olvido
- Marina Keller (Concierto todas las noches)

con Vicente de la Vega
- Contra flor y el resto

con Pascual Contursi
- Un programa de cabaret

con Guillermo Pucci
- Doña Sisebuta Gordillo
- El asistente Marcial
- Uno a cero

## Filmografía
Guionista
- Mosaico criollo (cortometraje) (diálogos) (1929)
- El adios del unitario (cortometraje) (1929)
- Viejo smoking (cortometraje) (1930)[4][5]
- Rosas de otoño (cortometraje) (1931)[4][5]
- La virgencita de Pompeya  (1935)

Intérprete
- La virgencita de Pompeya  (1935)[6]